# Upptalk
Upptalk (ehemals Yuilop) war ein Chat-Dienst für Smartphones und Tablets. Der Dienst ermöglichte es Anwendern, weltweit kostenlos zu telefonieren und zu texten, unabhängig davon, ob auch der Empfänger Upptalk nutzte. Die Software war für Android, iOS, Windows Phone und Windows 10 Mobile verfügbar. Der Dienst wurde eingestellt und sogar seine Domain im Jahr 2017 aufgegeben.

## Überblick
Upptalk wurde von dem früheren Simyo-Geschäftsführer Jochen Doppelhammer im Jahr 2011 mit Hauptsitz in Barcelona gegründet. Die App war in über 200 Ländern verfügbar, darunter Deutschland und die Vereinigten Staaten. Sie wurde von etwa zehn Millionen Anwendern genutzt.
Im Juli 2013 erhielt Upptalk eine Finanzierung von circa neun Millionen US-Dollar durch die Investoren Nauta Capital, Shortcut Ventures GmbH, Bright Capital und die spanische Regierung.
Upptalks-Dienste waren in zwei Hauptkategorien unterteilt:
- Anrufe und SMS zu anderen Upptalk-Nutzern via VoIP und IM.
- Anrufe und SMS an Mobil- und Festnetztelefone sowie virtuelle Nummern, wie z. B. von Skype oder Google Voice, via Public Switched Telephone Network (PSTN).

## Funktionen
Upptalk-Nummern waren über normale Anrufe (PSTN) und SMS von jedem Mobil- oder Festnetztelefon aus zu erreichen. Anwender konnten ihre Upptalk-Nummer auf allen Geräten mit Internetzugang (IP) nutzen. Telefonate und Chats mit anderen Upptalk-Nutzern waren kostenlos. Im Gegensatz zu anderen VoIP-Anbietern, erhob Upptalk für die Kommunikation außerhalb des eigenen Netzwerks keine Gebühren. Für Anrufe und SMS an Festnetz- und Mobiltelefone wurde ein virtuelles Guthaben genutzt, das der Anwender kostenlos sammeln konnte, indem er die App oder verschiedene Werbeangebote nutzte. Anwender in den USA konnten nationale Gespräche und SMS tätigen, ohne dafür Guthaben verwenden zu müssen. Weitere Funktionen von Upptalk umfassten Instant Messaging, Gruppenchats sowie die Möglichkeit, Fotos und den eigenen Standort zu teilen. Wettbewerber waren unter anderem Skype, Viber und Google Voice.

### Yuilop.me
Früher war es möglich, über die Website yuilop.me eine virtuelle Handynummer zu erhalten und diese, ohne an einem Netzbetreiber oder einer SIM-Karte gebunden zu sein, auf verschiedenen Geräten mit Internetzugang zu nutzen. Ab Version 2 war dies nur noch direkt in der App selbst möglich.

### Upptalk-Punkte
Anrufe und SMS an andere Upptalk-Nutzer waren kostenlos und unbegrenzt. Anrufe und SMS ins Handy- und Festnetz verbrauchten Upptalk-Punkte. Diese wurden durch folgende Aktionen gewonnen:
- Freunde einzuladen, sich bei Upptalk anzumelden.
- Nutzung eines Online-Angebots, wie z. B. Herunterladen von Partner-Apps, Ausfüllen einer Umfrage, Online-Einkauf oder Anmeldung für einen Produkttest.
- Ansehen von kurzen Werbevideos.
- Einlösen eines Gutscheincodes, der über Upptalks Facebook- oder Twitter-Account verlost wurde.
- Nutzung der App, z. B. Chatnachrichten von anderen Upptalk-Nutzern empfangen

Außerdem bestand die Möglichkeit, Guthaben mit Echtgeld zu erwerben.
Wie viele Punkte für Anrufe an ein Mobil- oder Festnetztelefon benötigt wurden, hing vom Zielland ab.

### Sicherheit
Yuilop nutzte eine 2048-bit-Verschlüsselung, um den Datenaustausch und die Anrufsignalisierung über jedes Transportmedium zu verschlüsseln (WLAN, 2G, 3G, 4G). Eine STARTTLS-Erweiterung wurde über ein Transport-Layer-Security-Protokoll genutzt.
Im November 2012 gab das Web-Portal golem.de bekannt, dass Yuilop entgegen den Angaben der Entwickler Nachrichten unverschlüsselt übertrage. Nach Angaben von Yuilop war nur die iOS-Version betroffen und das Problem wurde behoben.